# Sachau (Bad Schmiedeberg)
Sachau ist ein Ortsteil der Stadt Bad Schmiedeberg im Landkreis Wittenberg in Sachsen-Anhalt. 

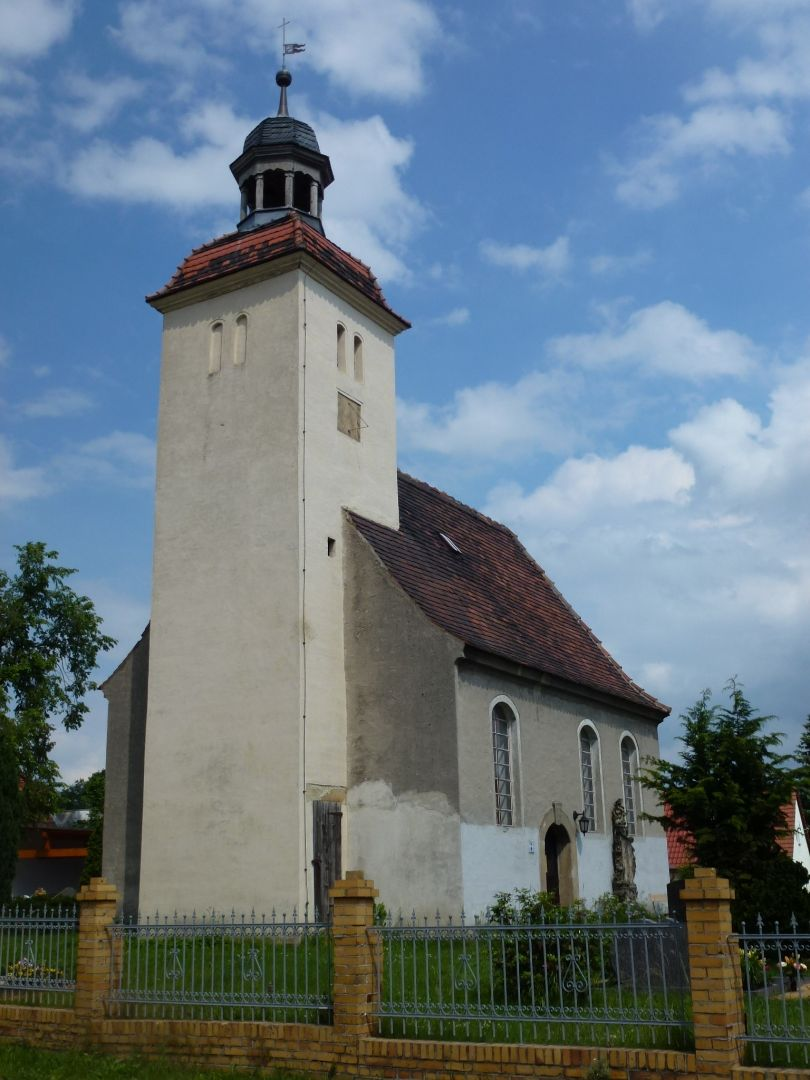
Kirche

## Geografie
Sachau liegt etwa sechs Kilometer östlich von der Altstadt von Bad Schmiedeberg und zwei Kilometer südlich des Bad Schmiedeberger Ortsteils Priesitz.
Sachau befindet sich auf dem linken Teilhang des Urstromtals der Elbe am Rande des Naturparks Dübener Heide.

## Geschichte
1388 wurde der Ort erstmals urkundlich als Sachaw erwähnt. Vom 1. Juli 1950 bis zum 30. Juni 2009 gehörte Sachau als Ortsteil zur bis dahin selbstständigen Gemeinde Priesitz und wurde dann ein Ortsteil von Bad Schmiedeberg. Heute gehört es zur Ortschaft Priesitz.

## Kultur und Sehenswürdigkeiten
Die Dorfkirche Sachau aus dem 13./14. Jh. wurde lt. einer Inschrift 1522 von Martin Luther geweiht.

## Wirtschaft und Infrastruktur

### Wirtschaft
1962 wurde in Sachau ein Fernwasserwerk errichtet.
Sachau liegt am Elberadweg, auf dem jedes Jahr Fahrradtouristen unterwegs sind. 
Ebenfalls verfügt der Ort über einen Gasthof.

### Verkehr
Sachau liegt an der Bundesstraße 182, die Wittenberg mit Torgau verbindet. Die Bahnstrecke Pretzsch–Torgau hat einen Haltepunkt in Sachau, ist allerdings auf diesem Abschnitt stillgelegt.